# II liga argentyńska w piłce nożnej (2006/2007)
Primera B Nacional 2006/2007
Mistrzem drugiej ligi argentyńskiej został klub Olimpo Bahía Blanca, natomiast wicemistrzem - klub San Martín San Juan.
Drugą ligę argentyńską po sezonie 2006/07 opuściły następujące kluby
| Klub                     | Przyczyna                                            |
| ------------------------ | ---------------------------------------------------- |
| Olimpo Bahía Blanca      | Awans do I ligi (mistrz II ligi)                     |
| San Martín San Juan      | Awans do I ligi (wicemistrz II ligi)                 |
| CA Huracán               | Awans do I ligi (wygrany baraż)                      |
| CA Tigre                 | Awans do I ligi (wygrany baraż)                      |
| Huracán Tres Arroyos     | Spadek do III ligi (przedostatni w tabeli spadkowej) |
| Villa Mitre Bahía Blanca | Spadek do III ligi (ostatni w tabeli spadkowej)      |

Do drugiej ligi argentyńskiej po sezonie 2006/07 przybyły następujące kluby
| Klub                            | Przyczyna                                                 |
| ------------------------------- | --------------------------------------------------------- |
| Belgrano Córdoba                | Spadek z I ligi (przedostatni w tabeli spadkowej 2006/07) |
| CA Argentino de Quilmes         | Spadek z I ligi (ostatni w tabeli spadkowej 2006/07)      |
| Nueva Chicago Buenos Aires      | Spadek z I ligi (przegrany baraż)                         |
| Godoy Cruz Antonio Tomba        | Spadek z I ligi (przegrany baraż)                         |
| Almirante Brown Buenos Aires    | Awans z III ligi (mistrz Primera C Metropolitana)         |
| Independiente Rivadavia Mendoza | Awans z III ligi (mistrz Torneo Argentino A)              |

## Torneo Apertura 2006/07

### Apertura 1
| Data                | Mecz |
| ------------------- | --- |
| 3 sierpnia 2006     | Chacarita Juniors – Huracán Tres Arroyos 3:1 Juan Manuel Insaurralde, Facundo Parra k, Diego Romano - Matías García mecz rozegray został na stadionie klubu Almagro |
| 5 sierpnia 2006     | Instituto Córdoba – CAI Comodoro Rivadavia 3:1 Daniel Giménez (2), Nahuel Fioretto - Mauro Villegas                                                                 |
| 5 sierpnia 2006     | Tiro Federal Rosario – Atlético Rafaela 2:3 Martín Perezlindo k, Federico Barrionuevo - Claudio Bieler (3)                                                          |
| 5 sierpnia 2006     | Ferro Carril Oeste – Villa Mitre Bahía Blanca 1:1 Vicente Monje - Iván Agudiak                                                                                      |
| 5 sierpnia 2006     | Ben Hur Rafaela – Unión Santa Fe 2:3 Cristian Vella, Emerson Panigutti - Paulo Rosales (2), Cristian Rami                                                           |
| 5 sierpnia 2006     | Defensa y Justicia Buenos Aires – Talleres Córdoba 1:0 David Vega                                                                                                   |
| 5 sierpnia 2006     | CA Platense – San Martín Tucumán 0:0 |
| 6 sierpnia 2006     | San Martín San Juan – CA Tigre 4:2 Ariel Agüero, Renato Riggio, Luis Tonelotto k, Matías Rinaudo - Sebastián Brusco s, Matías Giménez                               |
| 7 sierpnia 2006     | Aldosivi Mar del Plata – Almagro Buenos Aires 1:1 Ariel Martinez s - Sebastián Penco                                                                                |
| 3 października 2006 | Olimpo Bahía Blanca – CA Huracán 2:0 Ismael Blanco (2) |

### Apertura 2
| Data             | Mecz |
| ---------------- | --- |
| 10 sierpnia 2006 | Atlético Rafaela – Instituto Córdoba 2:1 Claudio Bieler k, Sergio Marclay - Daniel Giménez               |
| 12 sierpnia 2006 | CA Platense – San Martín San Juan 1:1 Mauricio Ferradas - Luis Tonelotto                                 |
| 12 sierpnia 2006 | Talleres Córdoba – Ben Hur Rafaela 1:0 Damián Felicia                                                    |
| 12 sierpnia 2006 | Huracán Tres Arroyos – Aldosivi Mar del Plata 0:0                                                        |
| 12 sierpnia 2006 | CA Huracán – Tiro Federal Rosario 1:5 Gonzalo Díaz - Martín Perezlindo (3), Marcelo Penta, Emanuel Croce |
| 12 sierpnia 2006 | CAI Comodoro Rivadavia – CA Tigre 0:3 Nicolás Torres, Aldo Visconti (2)                                  |
| 13 sierpnia 2006 | Villa Mitre Bahía Blanca – Chacarita Juniors 0:1 Matías Alustiza                                         |
| 13 sierpnia 2006 | Unión Santa Fe – Ferro Carril Oeste 0:0                                                                  |
| 13 sierpnia 2006 | San Martín Tucumán – Defensa y Justicia Buenos Aires 1:1 Luciano González k - Damián Fernández k         |
| 14 sierpnia 2006 | Almagro Buenos Aires – Olimpo Bahía Blanca 0:0                                                           |

### Apertura 3
| Data             | Mecz |
| ---------------- | --- |
| 17 sierpnia 2006 | Instituto Córdoba – CA Huracán 0:1 Héctor Nuńez                                                                                        |
| 19 sierpnia 2006 | Tiro Federal Rosario – Almagro Buenos Aires 2:3 Gustavo Córdoba, Santiago Bianchi - Matías Raposo, Sebastián Setti, Leonel Natalicchio |
| 19 sierpnia 2006 | Chacarita Juniors – Unión Santa Fe 0:0 mecz rozegrany został na stadionie klubu Almagro                                                |
| 19 sierpnia 2006 | Ben Hur Rafaela – San Martín Tucumán 0:2 Matías Saad, Carlos Castilla                                                                  |
| 19 sierpnia 2006 | CA Tigre – Atlético Rafaela 0:0 |
| 20 sierpnia 2006 | Olimpo Bahía Blanca – Huracán Tres Arroyos 3:1 Ismael Blanco, José María Basanta, Martín Cabrera - Diego Escudero                      |
| 20 sierpnia 2006 | Aldosivi Mar del Plata – Villa Mitre Bahía Blanca 2:1 Rubén Ferrer (2) – Emanuel Monforte                                              |
| 21 sierpnia 2006 | Defensa y Justicia Buenos Aires – CA Platense 2:2 Jesús Nievas, Emiliano Romero - Alan Sánchez, Juan Acosta Cabrera                    |
| 21 sierpnia 2006 | San Martín San Juan – CAI Comodoro Rivadavia 0:1 Mauro Villegas                                                                        |
| 21 sierpnia 2006 | Ferro Carril Oeste – Talleres Córdoba 1:2 Damián Akerman - Sergio Valenti, Diego Ceballos                                              |

### Apertura 4
| Data             | Mecz |
| ---------------- | --- |
| 24 sierpnia 2006 | Almagro Buenos Aires – Instituto Córdoba 0:2 Nicolás Castro, Julio Serrano                                                        |
| 25 sierpnia 2006 | Atlético Rafaela – CAI Comodoro Rivadavia 0:0                                                                                     |
| 26 sierpnia 2006 | Defensa y Justicia Buenos Aires – San Martín San Juan 0:0                                                                         |
| 26 sierpnia 2006 | CA Platense – Ben Hur Rafaela 2:1 Alan Sánchez, Juan Acosta Cabrera - Mariano Echagüe                                             |
| 26 sierpnia 2006 | Huracán Tres Arroyos – Tiro Federal Rosario 1:1 Maximiliano Natalicchio - Martín Perezlindo k                                     |
| 26 sierpnia 2006 | CA Huracán – CA Tigre 1:2 Joaquín Larrivey - Cristian Yassogna, Román Martínez                                                    |
| 27 sierpnia 2006 | Villa Mitre Bahía Blanca – Olimpo Bahía Blanca 1:4 Julio Mugnaini - Ismael Blanco (3), Silvio Carrario                            |
| 27 sierpnia 2006 | San Martín Tucumán – Ferro Carril Oeste 3:1 Matías Saad, Carlos Castilla, Lucas Oviedo - Mariano Chirumbolo                       |
| 27 sierpnia 2006 | Unión Santa Fe – Aldosivi Mar del Plata 6:1 Cristian Rami (2), Paulo Rosales, Roberto Battión (2), Martín Zapata - Luciano Abalos |
| 28 sierpnia 2006 | Talleres Córdoba – Chacarita Juniors 1:1 Diego Ceballos - Ramiro Leone                                                            |

### Apertura 5
| Data             | Mecz |
| ---------------- | --- |
| 31 sierpnia 2006 | Olimpo Bahía Blanca – Unión Santa Fe 2:1 Ismael Blanco, Pablo Monsalvo - Paulo Rosales                      |
| 2 września 2006  | Ferro Carril Oeste – CA Platense 0:2 Juan Acosta Cabrera, Juan Casado                                       |
| 2 września 2006  | CAI Comodoro Rivadavia – CA Huracán 2:2 Gustavo Caamańo, Germán Cáceres - Manuel Baigorria, Gerardo Solana  |
| 2 września 2006  | Tiro Federal Rosario – Villa Mitre Bahía Blanca 1:0 Federico Barrionuevo                                    |
| 2 września 2006  | Ben Hur Rafaela – Defensa y Justicia Buenos Aires 1:2 Claudio Bustos - Jesús Nievas, Leandro Zárate         |
| 2 września 2006  | San Martín San Juan – Atlético Rafaela 2:1 Pablo Cuba, Marcelo Laciar - Damián Toledo                       |
| 2 września 2006  | Instituto Córdoba – Huracán Tres Arroyos 1:1 Franco Sanchirico - Claudio García                             |
| 3 września 2006  | CA Tigre – Almagro Buenos Aires 0:1 Juan Brown k                                                            |
| 3 września 2006  | Aldosivi Mar del Plata – Talleres Córdoba 3:2 Rubén Ferrer (3) – Agustín Correa, Diego Marcelo Ceballos     |
| 4 września 2006  | Chacarita Juniors – San Martín Tucumán 1:0 Matías Alustiza mecz rozegrany został na stadionie klubu Almagro |

### Apertura 6
| Data             | Mecz                                                                                                |
| ---------------- | --------------------------------------------------------------------------------------------------- |
| 7 września 2006  | CA Huracán – Atlético Rafaela 1:0 Joaquín Larrivey                                                  |
| 8 września 2006  | Ben Hur Rafaela – San Martín San Juan 1:2 Claudio Bustos - Ariel Agüero, Nicolás Herrera            |
| 9 września 2006  | Almagro Buenos Aires – CAI Comodoro Rivadavia 2:1 Sebastián Penco, Alberto Yaqué - Gabriel Bustos k |
| 9 września 2006  | Defensa y Justicia Buenos Aires – Ferro Carril Oeste 0:1 Ezequiel Petrovelli                        |
| 9 września 2006  | Huracán Tres Arroyos – CA Tigre 1:3 Claudio García - Aldo Visconti, Facundo Diz, Martín Galmarini   |
| 9 września 2006  | CA Platense – Chacarita Juniors 1:1 Jorge Ribolzi - Pablo López                                     |
| 10 września 2006 | Talleres Córdoba – Olimpo Bahía Blanca 1:1 Diego Ceballos k - Ismael Blanco                         |
| 10 września 2006 | Villa Mitre Bahía Blanca – Instituto Córdoba 2:2 Diego Minor, Pablo Vázquez - Nahuel Fioretto (2)   |
| 10 września 2006 | San Martín Tucumán – Aldosivi Mar del Plata 1:1 Juan Zalazar - Luciano Abalos                       |
| 12 września 2006 | Unión Santa Fe – Tiro Federal Rosario 1:0 Lucas Martínez                                            |

### Apertura 7
| Data             | Mecz |
| ---------------- | --- |
| 14 września 2006 | San Martín San Juan – CA Huracán 1:1 Sebastián Brusco - Cristian Cellay k                                                                                                |
| 15 września 2006 | Atlético Rafaela – Almagro Buenos Aires 4:0 Sergio Marclay, Jonathan López, David Depetris (2)                                                                           |
| 16 września 2006 | CAI Comodoro Rivadavia – Huracán Tres Arroyos 3:2 Mauro Villegas, Matías Jara, Gustavo Caamańo - Darío Elizondo, Jonathan Vannieuwenhoven                                |
| 16 września 2006 | Ferro Carril Oeste – Ben Hur Rafaela 2:0 Vicente Monje, Damián Akerman                                                                                                   |
| 16 września 2006 | CA Tigre – Villa Mitre Bahía Blanca 2:1 Aldo Visconti, Facundo Diz - Martín Aguirre                                                                                      |
| 16 września 2006 | Instituto Córdoba – Unión Santa Fe 0:2 Cristian Rami, Marcelo Mosset |
| 16 września 2006 | Tiro Federal Rosario – Talleres Córdoba 1:1 Eduardo Vilce - Diego Ceballos k                                                                                             |
| 16 września 2006 | Chacarita Juniors – Defensa y Justicia Buenos Aires 3:1 Facundo Parra, Federico Ińiguez, Javier Toledo - Leandro Zárate mecz rozegrany został na stadionie klubu Almagro |
| 17 września 2006 | Olimpo Bahía Blanca – San Martín Tucumán 1:1 Ismael Blanco - Luciano González k                                                                                          |
| 18 września 2006 | Aldosivi Mar del Plata – CA Platense 0:2 Alan Sánchez, Juan Acosta Cabrera                                                                                               |

### Apertura 8
| Data             | Mecz |
| ---------------- | --- |
| 21 września 2006 | Almagro Buenos Aires – CA Huracán 1:1 Uriel Pérez - Claudio Guerra                                                                                        |
| 22 września 2006 | Ben Hur Rafaela – Chacarita Juniors 1:1 Emerson Panigutti k - Matías Alustiza                                                                             |
| 23 września 2006 | Ferro Carril Oeste – San Martín San Juan 1:1 Matías Díaz - Gabriel Roth                                                                                   |
| 23 września 2006 | Defensa y Justicia Buenos Aires – Aldosivi Mar del Plata 0:0 mecz rozegrany w La Placie na stadionie klubu Gimnasia y Esgrima                             |
| 23 września 2006 | Huracán Tres Arroyos – Atlético Rafaela 0:0 |
| 23 września 2006 | CA Platense – Olimpo Bahía Blanca 2:3 Angel Puertas, Juan Mercier k - Ismael Blanco (2), Silvio Carrario mecz rozegrany został na stadionie klubu Almagro |
| 23 września 2006 | Talleres Córdoba – Instituto Córdoba 4:2 Diego Ceballos (2), Raúl Gorostegui s, Víctor Piriz Alvez - Daniel Giménez (2)                                   |
| 23 września 2006 | San Martín Tucumán – Tiro Federal Rosario 1:1 Juan José Morales - Santiago Bianchi                                                                        |
| 24 września 2006 | Villa Mitre Bahía Blanca – CAI Comodoro Rivadavia 1:1 Ezequiel Palacio k - Mauro Villegas                                                                 |
| 24 września 2006 | Unión Santa Fe – CA Tigre 0:1 Leandro Lázzaro Liuni |

### Apertura 9
| Data                | Mecz                                                                                              |
| ------------------- | ------------------------------------------------------------------------------------------------- |
| 28 września 2006    | CA Huracán – Huracán Tres Arroyos 1:1 mecz rozegrany został na stadionie klubu Ferro Carril Oeste |
| 29 września 2006    | Atlético Rafaela – Villa Mitre Bahía Blanca 1:0                                                   |
| 29 września 2006    | Olimpo Bahía Blanca – Defensa y Justicia Buenos Aires 1:0                                         |
| 30 września 2006    | CAI Comodoro Rivadavia – Unión Santa Fe 1:2                                                       |
| 30 września 2006    | Instituto Córdoba – San Martín Tucumán 1:0                                                        |
| 30 września 2006    | Tiro Federal Rosario – CA Platense 0:2                                                            |
| 30 września 2006    | Aldosivi Mar del Plata – Ben Hur Rafaela 1:2                                                      |
| 30 września 2006    | Chacarita Juniors – Ferro Carril Oeste 2:0 mecz rozegrany został na stadionie klubu Almagro       |
| 1 października 2006 | San Martín San Juan – Almagro Buenos Aires 3:1                                                    |
| 2 października 2006 | CA Tigre – Talleres Córdoba 2:1                                                                   |

### Apertura 10
| Data                | Mecz |
| ------------------- | --- |
| 5 października 2006 | CA Platense – Instituto Córdoba 1:2 Jorge Ribolzi - Daniel Giménez (2)                                                                |
| 7 października 2006 | Ferro Carril Oeste – Aldosivi Mar del Plata 2:2 Damián Akerman (2) – Luciano Abalos, Iván Macalik s                                   |
| 7 października 2006 | Defensa y Justicia Buenos Aires – Tiro Federal Rosario 1:1 Moctezuma Serrato - Leandro Escudero                                       |
| 7 października 2006 | Chacarita Juniors – San Martín San Juan 0:0 mecz rozegrany został na stadionie klubu Almagro                                          |
| 7 października 2006 | Huracán Tres Arroyos – Almagro Buenos Aires 2:2 Javier Elizondo, Matías García - Daniel Chaves, Elvio Fredrich                        |
| 7 października 2006 | Unión Santa Fe – Atlético Rafaela 0:1 Jonathan López                                                                                  |
| 8 października 2006 | Villa Mitre Bahía Blanca – CA Huracán 5:2 Julio Mugnaini, Diego Minor (2), Lucas López, Alexis Cabrera - Mauro Milano, Federico Poggi |
| 8 października 2006 | Talleres Córdoba – CAI Comodoro Rivadavia 0:0                                                                                         |
| 8 października 2006 | San Martín Tucumán – CA Tigre 0:0 |
| 9 października 2006 | Ben Hur Rafaela – Olimpo Bahía Blanca 1:2 Claudio Bustos k - Martín Cabrera, Ismael Blanco k                                          |

### Apertura 11
| Data                 | Mecz |
| -------------------- | --- |
| 12 października 2006 | Aldosivi Mar del Plata – Chacarita Juniors 1:2 Elvio Martínez - Pablo López, Gustavo Alustiza                                               |
| 13 października 2006 | Atlético Rafaela – Talleres Córdoba 1:1 Ezequiel Lázaro - Federico Bongioanni                                                               |
| 13 października 2006 | Instituto Córdoba – Defensa y Justicia Buenos Aires 0:1 Martín Ortíz                                                                        |
| 14 października 2006 | Almagro Buenos Aires – Villa Mitre Bahía Blanca 2:2 Uriel Pérez, Lucas Sparapani - Ezequiel Barrionuevo, Alejandro Hidalgo                  |
| 14 października 2006 | CAI Comodoro Rivadavia – San Martín Tucumán 3:1 Gustavo Caamańo, Gabriel Bustos (2) – Emanuel Trípodi s                                     |
| 14 października 2006 | Tiro Federal Rosario – Ben Hur Rafaela 0:0                                                                                                  |
| 14 października 2006 | CA Tigre – CA Platense 0:3 Charles Pérez, Mauricio Ferradas (2)                                                                             |
| 14 października 2006 | Olimpo Bahía Blanca – Ferro Carril Oeste 0:1 Damián Akerman mecz przerwany w 52 minucie przy stanie 0:1 – dokończony 15 listopada           |
| 15 października 2006 | San Martín San Juan – Huracán Tres Arroyos 2:1 Sebastián Brusco, Raúl Antuńa - Maximiliano Blanco                                           |
| 16 października 2006 | CA Huracán – Unión Santa Fe 1:0 Cristian Cellay mecz rozegrany został na stadionie klubu Ferro Carril Oeste                                 |
| 15 listopada 2006    | Olimpo Bahía Blanca – Ferro Carril Oeste 2:1 Ismael Blanco, Mauro Olivi - Damián Akerman dokończenie brakujących 38 minut z 14 października |

### Apertura 12
| Data                 | Mecz |
| -------------------- | --- |
| 19 października 2006 | Chacarita Juniors – Olimpo Bahía Blanca 1:0 Juan Insaurralde mecz rozegrany został na stadionie klubu Almagro      |
| 20 października 2006 | Ben Hur Rafaela – Instituto Córdoba 2:3 Daniel Romero, Claudio Bustos - Daniel Giménez (2), Julio César Serrano    |
| 20 października 2006 | San Martín Tucumán – Atlético Rafaela 1:1 Cristian Zárate - Sergio Marclay                                         |
| 21 października 2006 | CA Platense – CAI Comodoro Rivadavia 2:0 Alan Sánchez, Juan Mercier                                                |
| 21 października 2006 | Aldosivi Mar del Plata – San Martín San Juan 2:2 Elvio Martínez, Rubén Ferrer - Sebastián Brusco (2) mecz w Tandil |
| 21 października 2006 | Ferro Carril Oeste – Tiro Federal Rosario 2:1 Matías Díaz, Vicente Monje - Martín Perezlindo                       |
| 21 października 2006 | Defensa y Justicia Buenos Aires – CA Tigre 1:1 Hernán Fernández - Aldo Visconti mecz w La Placie                   |
| 21 października 2006 | Unión Santa Fe – Almagro Buenos Aires 1:1 Germán Weiner - Carlos Yaqué                                             |
| 22 października 2006 | Villa Mitre Bahía Blanca – Huracán Tres Arroyos 1:1 Diego Minor - Francisco Guerrero                               |
| 23 października 2006 | Talleres Córdoba – CA Huracán 1:2 Diego Ceballos - Joaquín Larrivey (2)                                            |

### Apertura 13
| Data                 | Mecz |
| -------------------- | --- |
| 26 października 2006 | Tiro Federal Rosario – Chacarita Juniors 1:1 Federico Barrionuevo - Facundo Parra mecz rozegrany został na stadionie klubu Rosario Central                                        |
| 27 października 2006 | Atlético Rafaela – CA Platense 1:3 Lucas Aveldańo - Alan Sánchez k, Charles Pérez (2)                                                                                             |
| 28 października 2006 | CAI Comodoro Rivadavia – Defensa y Justicia Buenos Aires 2:0 Cristian Bustos (2)                                                                                                  |
| 28 października 2006 | CA Tigre – Ben Hur Rafaela 1:0 Leandro Lázaro |
| 28 października 2006 | Almagro Buenos Aires – Talleres Córdoba 1:1 Elbio Fredrich - Diego Ceballos |
| 28 października 2006 | CA Huracán – San Martín Tucumán 2:0 Claudio Guerra, Joaquín Larrivey mecz rozegrany został na stadionie klubu Ferro Carril Oeste                                                  |
| 28 października 2006 | Instituto Córdoba – Ferro Carril Oeste 2:2 Alexis Castro, José Sánchez - Vicente Monje, Damián Akerman                                                                            |
| 29 października 2006 | Huracán Tres Arroyos – Unión Santa Fe 1:6 Mauricio Levato - Germán Weinner, Héctor Desvaux, Cristian Rami (3), Marcelo Mosset                                                     |
| 29 października 2006 | San Martín San Juan – Villa Mitre Bahía Blanca 0:0 |
| 30 października 2006 | Olimpo Bahía Blanca – Aldosivi Mar del Plata 1:2 Ismael Blanco - Elvio Martínez, Santiago Sandoval mecz rozegrany został na stadionie klubu Club Atlético Huracán de Tres Arroyos |

### Apertura 14
| Data             | Mecz |
| ---------------- | --- |
| 2 listopada 2006 | Ferro Carril Oeste – CA Tigre 0:1 Aldo Visconti                                                                             |
| 3 listopada 2006 | Ben Hur Rafaela – CAI Comodoro Rivadavia 3:2 Daniel Romero, Miguel Monay, Claudio Bustos - Mauro Villegas (2)               |
| 4 listopada 2006 | CA Platense – CA Huracán 0:0                                                                                                |
| 4 listopada 2006 | Aldosivi Mar del Plata – Tiro Federal Rosario 3:1 José María Solaberrieta, Rubén Ferrer (2) – Martín Perezlindo             |
| 4 listopada 2006 | Chacarita Juniors – Instituto Córdoba 1:1 Luciano Precone - Daniel Giménez mecz rozegrany został na stadionie klubu Almagro |
| 4 listopada 2006 | Defensa y Justicia Buenos Aires – Atlético Rafaela 0:2 Claudio Bieler (2)                                                   |
| 4 listopada 2006 | Talleres Córdoba – Huracán Tres Arroyos 2:0 Víctor Piriz Alvez, Diego Ceballos                                              |
| 4 listopada 2006 | Unión Santa Fe – Villa Mitre Bahía Blanca 3:1 Marcelo Mosset, Héctor Desvaux, Cristian Rami - Roberto Palacio               |
| 5 listopada 2006 | San Martín Tucumán – Almagro Buenos Aires 3:1 Cristian Zárate, Hugo González, Lucas Oviedo - Juan Ignacio Brown             |
| 6 listopada 2006 | Olimpo Bahía Blanca – San Martín San Juan 3:0 Federico García, Ismael Blanco, Lucas Oviedo                                  |

### Apertura 15
| Data              | Mecz |
| ----------------- | --- |
| 11 listopada 2006 | CAI Comodoro Rivadavia – Ferro Carril Oeste 0:1 Damián Akerman |
| 11 listopada 2006 | CA Tigre – Chacarita Juniors 0:0 |
| 11 listopada 2006 | CA Huracán – Defensa y Justicia Buenos Aires 2:0 Federico Poggi, Mauro Milano mecz rozegrany został na stadionie klubu Argentinos Juniors                                                |
| 11 listopada 2006 | Tiro Federal Rosario – Olimpo Bahía Blanca 3:3 Federico Barrionuevo (2), Martín Perezlindo - Martín Cabrera (2), Pablo Monsalvo mecz rozegrany został na stadionie klubu Rosario Central |
| 11 listopada 2006 | Instituto Córdoba – Aldosivi Mar del Plata 1:3 Gaston Tosi - Elvio Martínez (3) |
| 11 listopada 2006 | Atlético Rafaela – Ben Hur Rafaela 4:1 Ricardo Villalba, Sergio Marclay, Damián Toledo, David Depetris - Cristian Campozano                                                              |
| 12 listopada 2006 | Huracán Tres Arroyos – San Martín Tucumán 2:1 Oscar Otreras, Claudio García - Esteban Gil                                                                                                |
| 12 listopada 2006 | Villa Mitre Bahía Blanca – Talleres Córdoba 2:0 Diego Minor, Julio Bevacqua |
| 12 listopada 2006 | San Martín San Juan – Unión Santa Fe 2:1 Luis Tonelotto (2) – Marcelo Mosset |
| 13 listopada 2006 | Almagro Buenos Aires – CA Platense 1:3 Alberto Yaqué - Juan Mercier, Jorge Ribolzi, Mauricio Ferradas                                                                                    |

### Apertura 16
| Data              | Mecz |
| ----------------- | --- |
| 16 listopada 2006 | Ben Hur Rafaela – CA Huracán 3:3 Claudio Bustos (2), Emiliano Romay - Christian Cellay, Mauro Milano, Sanchez Prette            |
| 18 listopada 2006 | CA Platense – Huracán Tres Arroyos 2:0 Mauricio Ferradas, Guillermo Baez                                                        |
| 18 listopada 2006 | Chacarita Juniors – CAI Comodoro Rivadavia 1:1 Facundo Parra - José De Filippi mecz rozegrany został na stadionie klubu Almagro |
| 18 listopada 2006 | Tiro Federal Rosario – San Martín San Juan 1:0 Norberto Paparatto                                                               |
| 18 listopada 2006 | Defensa y Justicia Buenos Aires – Almagro Buenos Aires 1:0 Leandro Zárate                                                       |
| 19 listopada 2006 | Olimpo Bahía Blanca – Instituto Córdoba 3:0 Ismael Blanco (2), Martín Cabrera                                                   |
| 19 listopada 2006 | Ferro Carril Oeste – Atlético Rafaela 1:0 Damián Akerman                                                                        |
| 19 listopada 2006 | Talleres Córdoba – Unión Santa Fe 0:0                                                                                           |
| 19 listopada 2006 | San Martín Tucumán – Villa Mitre Bahía Blanca 2:1 Sergio Ogga, Cristian Zárate - Martín Aguirre                                 |
| 20 listopada 2006 | Aldosivi Mar del Plata – CA Tigre 0:1 Leandro Lazzaro                                                                           |

### Apertura 17
| Data              | Mecz |
| ----------------- | --- |
| 23 listopada 2006 | Almagro Buenos Aires – Ben Hur Rafaela 1:0 Elvio Friedrich |
| 25 listopada 2006 | CAI Comodoro Rivadavia – Aldosivi Mar del Plata 5:1 Cristian Bustos, Ricardo Chavarri, Franco Asencio (2), Martín Rolle, Rubén Ferrer                             |
| 25 listopada 2006 | CA Huracán – Ferro Carril Oeste 3:2 Luis Catalán s, Paolo Goltz, Joaquín Larrivey - Iván Macalick (2) mecz rozegrany został na stadionie klubu Argentinos Juniors |
| 25 listopada 2006 | CA Tigre – Olimpo Bahía Blanca 1:3 Martín Galmarini - Sergio Escudero, Martín Cabrera, Nicolás Torres s                                                           |
| 25 listopada 2006 | Unión Santa Fe – San Martín Tucumán 0:1 Juan José Morales |
| 25 listopada 2006 | Instituto Córdoba – Tiro Federal Rosario 0:1 Nicolás Croce |
| 26 listopada 2006 | Huracán Tres Arroyos – Defensa y Justicia Buenos Aires 1:0 Mario Ruiz Díaz                                                                                        |
| 26 listopada 2006 | Villa Mitre Bahía Blanca – CA Platense 1:0 Alexis Cabrera |
| 26 listopada 2006 | San Martín San Juan – Talleres Córdoba 2:0 Luis Tonelotto, Pedro Galván                                                                                           |
| 27 listopada 2006 | Atlético Rafaela – Chacarita Juniors 2:0 Damián Toledo, Ricardo Villalba                                                                                          |

### Apertura 18
| Data              | Mecz |
| ----------------- | --- |
| 30 listopada 2006 | San Martín Tucumán – Talleres Córdoba 2:1 Matías Saad, Juan José Morales - Diego Ceballos                            |
| 1 grudnia 2006    | Instituto Córdoba – San Martín San Juan 0:1 Alejandro Gómez                                                          |
| 2 grudnia 2006    | Tiro Federal Rosario – CA Tigre 0:2 Facundo Diz, Luciano Krikorian                                                   |
| 2 grudnia 2006    | Olimpo Bahía Blanca – CAI Comodoro Rivadavia 2:0 Federico García, Ismael Blanco                                      |
| 2 grudnia 2006    | Aldosivi Mar del Plata – Atlético Rafaela 1:0 José M. Solaberrieta                                                   |
| 2 grudnia 2006    | Chacarita Juniors – CA Huracán 0:3 Sánchez Prette (2), Mauro Milano mecz rozegrany został na stadionie klubu Almagro |
| 2 grudnia 2006    | Ben Hur Rafaela – Huracán Tres Arroyos 2:0 Emerson Panigutti, Emiliano Romay                                         |
| 2 grudnia 2006    | CA Platense – Unión Santa Fe 2:1 Mauricio Ferradas (2) – Germán Weinner                                              |
| 2 grudnia 2006    | Defensa y Justicia Buenos Aires – Villa Mitre Bahía Blanca 0:0                                                       |
| 4 grudnia 2006    | Ferro Carril Oeste – Almagro Buenos Aires 1:0 Vicente Monje                                                          |

### Apertura 19
| Data            | Mecz |
| --------------- | --- |
| 7 grudnia 2006  | CA Huracán – Aldosivi Mar del Plata 2:1 Joaquín Larrivey, Cristian Sánchez Prette - Rubén Ferrer                   |
| 8 grudnia 2006  | Unión Santa Fe – Defensa y Justicia Buenos Aires 1:0 Conrado Peralta Pino                                          |
| 8 grudnia 2006  | San Martín San Juan – San Martín Tucumán 2:1 Luis Tonelotto, Gabriel Roth - Esteban Gil                            |
| 9 grudnia 2006  | CAI Comodoro Rivadavia – Tiro Federal Rosario 3:1 Matías Jara, Pablo De Miranda, Cristian Bustos - Eduardo Casais  |
| 9 grudnia 2006  | CA Tigre – Instituto Córdoba 1:1 Aldo Visconti - Silvio Romero                                                     |
| 9 grudnia 2006  | Talleres Córdoba – CA Platense 0:1 Guillermo Báez                                                                  |
| 10 grudnia 2006 | Almagro Buenos Aires – Chacarita Juniors 0:3 Pablo López, Facundo Parra, Gustavo Alustiza                          |
| 10 grudnia 2006 | Huracán Tres Arroyos – Ferro Carril Oeste 1:0 Diego Escudero                                                       |
| 10 grudnia 2006 | Villa Mitre Bahía Blanca – Ben Hur Rafaela 2:2 Roberto Palacio, Diego Minor - Alejandro Carrizo, Emerson Panigutti |
| 11 grudnia 2006 | Atlético Rafaela – Olimpo Bahía Blanca 1:0 Lucas Aveldańo                                                          |

### Tabela końcowa turnieju Apertura 2006/07
| Poz | Klub                            | Mecze | Zw | Rem | Por | Pkt | BrZd | BrStr |
| --- | ------------------------------- | ----- | -- | --- | --- | --- | ---- | ----- |
| 1   | Olimpo Bahía Blanca             | 19    | 12 | 4   | 3   | 40  | 36   | 17    |
| 2   | CA Platense                     | 19    | 11 | 5   | 3   | 38  | 31   | 14    |
| 3   | CA Tigre                        | 19    | 10 | 5   | 4   | 35  | 23   | 17    |
| 4   | San Martín San Juan             | 19    | 9  | 7   | 3   | 34  | 25   | 18    |
| 5   | Chacarita Juniors               | 19    | 8  | 9   | 2   | 33  | 22   | 14    |
| 6   | CA Huracán                      | 19    | 9  | 6   | 4   | 33  | 29   | 26    |
| 7   | Atlético Rafaela                | 19    | 9  | 5   | 5   | 32  | 24   | 14    |
| 8   | Unión Santa Fe                  | 19    | 8  | 4   | 7   | 28  | 28   | 17    |
| 9   | San Martín Tucumán              | 19    | 6  | 7   | 6   | 25  | 21   | 20    |
| 10  | Aldosivi Mar del Plata          | 19    | 6  | 6   | 7   | 24  | 25   | 32    |
| 11  | CAI Comodoro Rivadavia          | 19    | 6  | 5   | 8   | 23  | 26   | 27    |
| 12  | Ferro Carril Oeste              | 19    | 6  | 5   | 8   | 23  | 19   | 23    |
| 13  | Instituto Córdoba               | 19    | 5  | 5   | 9   | 20  | 22   | 29    |
| 14  | Talleres Córdoba                | 19    | 4  | 7   | 8   | 19  | 19   | 23    |
| 15  | Tiro Federal Rosario            | 19    | 4  | 7   | 8   | 19  | 23   | 28    |
| 16  | Defensa y Justicia Buenos Aires | 19    | 4  | 7   | 8   | 19  | 11   | 19    |
| 17  | Almagro Buenos Aires            | 19    | 4  | 7   | 8   | 19  | 18   | 31    |
| 18  | Villa Mitre Bahía Blanca        | 19    | 3  | 8   | 8   | 17  | 22   | 27    |
| 19  | Huracán Tres Arroyos            | 19    | 3  | 7   | 9   | 16  | 17   | 33    |
| 20  | Ben Hur Rafaela                 | 19    | 3  | 4   | 12  | 13  | 22   | 34    |

### Klasyfikacja strzelców bramek
| Gole | Piłkarz        | Klub                   |
| ---- | -------------- | ---------------------- |
| 18   | Ismael Blanco  | Olimpo Bahía Blanca    |
| 11   | Daniel Giménez | Instituto Córdoba      |
| 10   | Rubén Ferrer   | Aldosivi Mar del Plata |

## Torneo Clausura 2006/07

### Clausura 1
Według futbol de ascenso
| Data             | Mecz |
| ---------------- | --- |
| 26 stycznia 2007 | Atlético Rafaela – Tiro Federal Rosario 1:0 Claudio Bieler 39                                                                           |
| 26 stycznia 2007 | Unión Santa Fe – Ben Hur Rafaela 2:0 Paulo Rosales 30k, Conrado Peralta Pino 38                                                         |
| 27 stycznia 2007 | CAI Comodoro Rivadavia – Instituto Córdoba 0:1 Daniel Giménez 66                                                                        |
| 27 stycznia 2007 | Almagro Buenos Aires – Aldosivi Mar del Plata 1:0 Mariano Martinez 57                                                                   |
| 27 stycznia 2007 | CA Huracán – Olimpo Bahía Blanca 1:2 Cristian Cellay 52k - Ismael Blanco 4, Mauro Olivi 93                                              |
| 28 stycznia 2007 | CA Tigre – San Martín San Juan 0:0 |
| 28 stycznia 2007 | Villa Mitre Bahía Blanca – Ferro Carril Oeste 1:0 Martín Aguirre 29                                                                     |
| 28 stycznia 2007 | Talleres Córdoba – Defensa y Justicia Buenos Aires 2:2 Diego Ceballos 16, Víctor Piriz Alves 64 – Emiliano Romero 23, Pablo Vaccaría 75 |
| 28 stycznia 2007 | San Martín Tucumán – CA Platense 3:2 Luis Rueda 7, Matías Saad 58, Juan José Morales 90 – Juan Casado 34, Uriel Pérez 59                |
| 29 stycznia 2007 | Huracán Tres Arroyos – Chacarita Juniors 2:3 Gabriel Gonzàlez 24, Mauricio Levato 83k - Patricio Pérez 26, 77, Matias Fisher 29         |

### Clausura 2
Według futbol de ascenso
| Data          | Mecz |
| ------------- | --- |
| 1 lutego 2007 | Instituto Córdoba – Atlético Rafaela 0:3 Claudio Bieler 8, 83, Ezequiel Lazaro 48 |
| 2 lutego 2007 | Aldosivi Mar del Plata – Huracán Tres Arroyos 1:0 Diego Leclercq 63 |
| 2 lutego 2007 | Ben Hur Rafaela – Talleres Córdoba 2:0 Marcelo Barreña 24, Emiliano M. Romay 27 Źródło: https://web.archive.org/web/20070929012207/http://dfdeportes.com.ar/uolfutbol/nacionalb/ficha0012455.html |
| 3 lutego 2007 | Defensa y Justicia Buenos Aires – San Martín Tucumán 1:0 Mariano Celasco 17 |
| 3 lutego 2007 | Ferro Carril Oeste – Unión Santa Fe 0:1 Germán Weiner 32 |
| 3 lutego 2007 | Chacarita Juniors – Villa Mitre Bahía Blanca 1:0 Matias Alustiza 88 mecz rozegrany został na stadionie klubu Almagro                                                                              |
| 3 lutego 2007 | CA Tigre – CAI Comodoro Rivadavia 3:0 Matías Jiménez 9, Lucas Wilches 88, Martín Morel 90 |
| 4 lutego 2007 | Olimpo Bahía Blanca – Almagro Buenos Aires 1:1 Ismael Blanco 37k - Cristian Milla 77 |
| 4 lutego 2007 | San Martín San Juan – CA Platense 1:3 Luis Francisco Tonelotto 89k - Osvaldo Rubén Barosottini 13, Juan Acosta Cabrera 14, Uriel Pérez Jaurena 32                                                 |
| 5 lutego 2007 | Tiro Federal Rosario – CA Huracán 1:1 Nicolás Crocce 77 – Cristian Cellay 19 mecz rozegrany został na stadionie klubu Newell’s Old Boys przerwany w 88 minucie - dokończony 6 marca               |
| 6 marca 2007  | Tiro Federal Rosario – CA Huracán 2:2 Emanuel Croce 77, Martín Perezlindo 88 – Christian Cellay 19, Matias De Federico 90 dokończenie brakujących 2 minut z 5 lutego                              |

### Clausura 3
- Według futbol de ascenso

| Data           | Mecz |
| -------------- | --- |
| 8 lutego 2007  | Unión Santa Fe – Chacarita Juniors 0:2 Facundo Parra 4, Patricio Pérez 68                                                     |
| 9 lutego 2007  | Atlético Rafaela – CA Tigre 3:2 Sergio Marclay 37, Claudio Bieler 55, Jonathan López 88 – Martin Galmarini 67, Facundo Diz 91 |
| 10 lutego 2007 | CAI Comodoro Rivadavia – San Martín San Juan 1:1 Mauro Villegas 24 – Gabriel Roth 28                                          |
| 10 lutego 2007 | CA Huracán – Instituto Córdoba 3:1 Crisitan Sánchez Prette 47, Mauro Milano 65, Mauro Milano 92 – Marcelo Moreno 81           |
| 10 lutego 2007 | Almagro Buenos Aires – Tiro Federal Rosario 1:1 Mariano Martínez 40k - Gustavo Rodas 48                                       |
| 10 lutego 2007 | Talleres Córdoba – Ferro Carril Oeste 0:1 Daniel Akerman 43k                                                                  |
| 10 lutego 2007 | Huracán Tres Arroyos – Olimpo Bahía Blanca 2:2 Carlos Herrera 26, Pablo Ayala 44 – Matias Villavicencio 16, Ismael Blanco 76  |
| 11 lutego 2007 | Villa Mitre Bahía Blanca – Aldosivi Mar del Plata 1:0                                                                         |
| 11 lutego 2007 | San Martín Tucumán – Ben Hur Rafaela 2:2                                                                                      |
| 12 lutego 2007 | CA Platense – Defensa y Justicia Buenos Aires 1:3                                                                             |

### Clausura 4
| Data           | Mecz                                                                                      |
| -------------- | ----------------------------------------------------------------------------------------- |
| 15 lutego 2007 | Chacarita Juniors – Talleres Córdoba 2:0 mecz rozegrany został na stadionie klubu Almagro |
| 17 lutego 2007 | CA Tigre – CA Huracán 0:1                                                                 |
| 17 lutego 2007 | Ferro Carril Oeste – San Martín Tucumán 0:0                                               |
| 17 lutego 2007 | Instituto Córdoba – Almagro Buenos Aires 3:3                                              |
| 17 lutego 2007 | Aldosivi Mar del Plata – Unión Santa Fe 1:1                                               |
| 18 lutego 2007 | San Martín San Juan – Defensa y Justicia Buenos Aires 1:1                                 |
| 18 lutego 2007 | Olimpo Bahía Blanca – Villa Mitre Bahía Blanca 0:0                                        |
| 18 lutego 2007 | Tiro Federal Rosario – Huracán Tres Arroyos 1:2                                           |
| 18 lutego 2007 | CAI Comodoro Rivadavia – Atlético Rafaela 0:0                                             |
| 19 lutego 2007 | Ben Hur Rafaela – CA Platense 2:0                                                         |

### Clausura 5
| Data           | Mecz                                                  |
| -------------- | ----------------------------------------------------- |
| 23 lutego 2007 | Unión Santa Fe – Olimpo Bahía Blanca 1:1              |
| 24 lutego 2007 | Atlético Rafaela – San Martín San Juan 1:1            |
| 24 lutego 2007 | CA Huracán – CAI Comodoro Rivadavia 1:0               |
| 24 lutego 2007 | Almagro Buenos Aires – CA Tigre 1:1                   |
| 24 lutego 2007 | Talleres Córdoba – Aldosivi Mar del Plata 1:1         |
| 24 lutego 2007 | CA Platense – Ferro Carril Oeste 0:1                  |
| 24 lutego 2007 | Defensa y Justicia Buenos Aires – Ben Hur Rafaela 3:1 |
| 25 lutego 2007 | Huracán Tres Arroyos – Instituto Córdoba 1:0          |
| 25 lutego 2007 | Villa Mitre Bahía Blanca – Tiro Federal Rosario 0:0   |
| 26 lutego 2007 | San Martín Tucumán – Chacarita Juniors 1:1            |

### Clausura 6
| Data         | Mecz                                                                                                 |
| ------------ | --- |
| 1 marca 2007 | Atlético Rafaela – CA Huracán 1:1                                                                    |
| 2 marca 2007 | Instituto Córdoba – Villa Mitre Bahía Blanca 2:1                                                     |
| 3 marca 2007 | Ferro Carril Oeste – Defensa y Justicia Buenos Aires 0:2                                             |
| 3 marca 2007 | Chacarita Juniors – CA Platense 2:1 mecz rozegrany został na stadionie klubu Almagro                 |
| 3 marca 2007 | Aldosivi Mar del Plata – San Martín Tucumán 2:0                                                      |
| 3 marca 2007 | Tiro Federal Rosario – Unión Santa Fe 0:1 mecz rozegrany został na stadionie klubu Newell’s Old Boys |
| 3 marca 2007 | CAI Comodoro Rivadavia – Almagro Buenos Aires 1:1                                                    |
| 4 marca 2007 | San Martín San Juan – Ben Hur Rafaela 4:0                                                            |
| 4 marca 2007 | Olimpo Bahía Blanca – Talleres Córdoba 1:0                                                           |
| 5 marca 2007 | CA Tigre – Huracán Tres Arroyos 1:1                                                                  |

### Clausura 7
| Data          | Mecz                                                                     |
| ------------- | ------------------------------------------------------------------------ |
| 8 marca 2007  | Almagro Buenos Aires – Atlético Rafaela 1:4                              |
| 9 marca 2007  | Unión Santa Fe – Instituto Córdoba 2:1                                   |
| 9 marca 2007  | Ben Hur Rafaela – Ferro Carril Oeste 2:1                                 |
| 9 marca 2007  | Defensa y Justicia Buenos Aires – Chacarita Juniors 2:1 mecz w La Placie |
| 10 marca 2007 | CA Huracán – San Martín San Juan 1:1                                     |
| 10 marca 2007 | Huracán Tres Arroyos – CAI Comodoro Rivadavia 0:2                        |
| 10 marca 2007 | Talleres Córdoba – Tiro Federal Rosario 1:1                              |
| 11 marca 2007 | Villa Mitre Bahía Blanca – CA Tigre 3:3                                  |
| 11 marca 2007 | San Martín Tucumán – Olimpo Bahía Blanca 0:4                             |
| 12 marca 2007 | CA Platense – Aldosivi Mar del Plata 0:1                                 |

### Clausura 8
| Data          | Mecz |
| ------------- | --- |
| 15 marca 2007 | Atlético Rafaela – Huracán Tres Arroyos 2:1                                                              |
| 17 marca 2007 | Aldosivi Mar del Plata – Defensa y Justicia Buenos Aires 1:3                                             |
| 17 marca 2007 | Instituto Córdoba – Talleres Córdoba 1:0                                                                 |
| 17 marca 2007 | CA Tigre – Unión Santa Fe 1:1                                                                            |
| 17 marca 2007 | CAI Comodoro Rivadavia – Villa Mitre Bahía Blanca 3:0                                                    |
| 17 marca 2007 | CA Huracán – Almagro Buenos Aires 2:0                                                                    |
| 18 marca 2007 | San Martín San Juan – Ferro Carril Oeste 3:0                                                             |
| 18 marca 2007 | Olimpo Bahía Blanca – CA Platense 3:0                                                                    |
| 18 marca 2007 | Tiro Federal Rosario – San Martín Tucumán 2:1 mecz rozegrany został na stadionie klubu Newell’s Old Boys |
| 19 marca 2007 | Chacarita Juniors – Ben Hur Rafaela 1:0 mecz w La Placie                                                 |

### Clausura 9
| Data          | Mecz                                                      |
| ------------- | --------------------------------------------------------- |
| 22 marca 2007 | Huracán Tres Arroyos – CA Huracán 3:2                     |
| 23 marca 2007 | Unión Santa Fe – CAI Comodoro Rivadavia 1:0               |
| 24 marca 2007 | Almagro Buenos Aires – San Martín San Juan 0:2            |
| 24 marca 2007 | Talleres Córdoba – CA Tigre 1:1                           |
| 24 marca 2007 | Defensa y Justicia Buenos Aires – Olimpo Bahía Blanca 2:0 |
| 24 marca 2007 | Ben Hur Rafaela – Aldosivi Mar del Plata 2:1              |
| 24 marca 2007 | Ferro Carril Oeste – Chacarita Juniors 0:0                |
| 25 marca 2007 | Villa Mitre Bahía Blanca – Atlético Rafaela 1:3           |
| 25 marca 2007 | San Martín Tucumán – Instituto Córdoba 1:0                |
| 26 marca 2007 | CA Platense – Tiro Federal Rosario 1:0                    |

### Clausura 10
| Data             | Mecz                                                       |
| ---------------- | ---------------------------------------------------------- |
| 29 marca 2007    | San Martín San Juan – Chacarita Juniors 1:1                |
| 31 marca 2007    | Aldosivi Mar del Plata – Ferro Carril Oeste 2:2            |
| 31 marca 2007    | Instituto Córdoba – CA Platense 2:1                        |
| 31 marca 2007    | CAI Comodoro Rivadavia – Talleres Córdoba 3:0              |
| 31 marca 2007    | CA Huracán – Villa Mitre Bahía Blanca 3:1                  |
| 31 marca 2007    | Almagro Buenos Aires – Huracán Tres Arroyos 2:1            |
| 1 kwietnia 2007  | Olimpo Bahía Blanca – Ben Hur Rafaela 4:1                  |
| 2 kwietnia 2007  | CA Tigre – San Martín Tucumán 2:0                          |
| 10 kwietnia 2007 | Tiro Federal Rosario – Defensa y Justicia Buenos Aires 2:1 |
| 11 kwietnia 2007 | Atlético Rafaela – Unión Santa Fe 1:1                      |

### Clausura 11
| Data            | Mecz                                                                                                  |
| --------------- | --- |
| 5 kwietnia 2007 | Chacarita Juniors – Aldosivi Mar del Plata 3:1 mecz rozegrany został na stadionie klubu Almagro       |
| 6 kwietnia 2007 | Unión Santa Fe – CA Huracán 3:3                                                                       |
| 7 kwietnia 2007 | Talleres Córdoba – Atlético Rafaela 0:1 mecz przerwany w 89 minucie przy stanie 0:1 – wynik zachowano |
| 7 kwietnia 2007 | CA Platense – CA Tigre 0:0                                                                            |
| 7 kwietnia 2007 | Defensa y Justicia Buenos Aires – Instituto Córdoba 0:1                                               |
| 7 kwietnia 2007 | Ben Hur Rafaela – Tiro Federal Rosario 1:1                                                            |
| 8 kwietnia 2007 | Huracán Tres Arroyos – San Martín San Juan 0:0                                                        |
| 8 kwietnia 2007 | Villa Mitre Bahía Blanca – Almagro Buenos Aires 2:3                                                   |
| 8 kwietnia 2007 | San Martín Tucumán – CAI Comodoro Rivadavia 1:1                                                       |
| 9 kwietnia 2007 | Ferro Carril Oeste – Olimpo Bahía Blanca 0:1                                                          |

### Clausura 12
| Data             | Mecz                                                |
| ---------------- | --------------------------------------------------- |
| 12 kwietnia 2007 | CA Huracán – Talleres Córdoba 2:1                   |
| 14 kwietnia 2007 | Tiro Federal Rosario – Ferro Carril Oeste 0:0       |
| 14 kwietnia 2007 | Instituto Córdoba – Ben Hur Rafaela 0:2             |
| 14 kwietnia 2007 | CA Tigre – Defensa y Justicia Buenos Aires 1:1      |
| 14 kwietnia 2007 | CAI Comodoro Rivadavia – CA Platense 1:2            |
| 14 kwietnia 2007 | Huracán Tres Arroyos – Villa Mitre Bahía Blanca 1:0 |
| 15 kwietnia 2007 | Almagro Buenos Aires – Unión Santa Fe 0:0           |
| 15 kwietnia 2007 | San Martín San Juan – Aldosivi Mar del Plata 3:1    |
| 15 kwietnia 2007 | Atlético Rafaela – San Martín Tucumán 2:2           |
| 16 kwietnia 2007 | Olimpo Bahía Blanca – Chacarita Juniors 2:0         |

### Clausura 13
| Data             | Mecz                                                                                          |
| ---------------- | --------------------------------------------------------------------------------------------- |
| 19 kwietnia 2007 | Ferro Carril Oeste – Instituto Córdoba 0:0                                                    |
| 20 kwietnia 2007 | Unión Santa Fe – Huracán Tres Arroyos 2:0                                                     |
| 21 kwietnia 2007 | Villa Mitre Bahía Blanca – San Martín San Juan 1:1                                            |
| 21 kwietnia 2007 | Defensa y Justicia Buenos Aires – CAI Comodoro Rivadavia 1:1                                  |
| 21 kwietnia 2007 | Ben Hur Rafaela – CA Tigre 0:1                                                                |
| 21 kwietnia 2007 | Chacarita Juniors – Tiro Federal Rosario 0:1 mecz rozegrany został na stadionie klubu Almagro |
| 21 kwietnia 2007 | Aldosivi Mar del Plata – Olimpo Bahía Blanca 0:1                                              |
| 22 kwietnia 2007 | San Martín Tucumán – CA Huracán 2:2                                                           |
| 23 kwietnia 2007 | Talleres Córdoba – Almagro Buenos Aires 1:2                                                   |
| 23 kwietnia 2007 | CA Platense – Atlético Rafaela 0:1                                                            |

### Clausura 14
| Data             | Mecz                                                   |
| ---------------- | ------------------------------------------------------ |
| 26 kwietnia 2007 | Instituto Córdoba – Chacarita Juniors 1:0              |
| 28 kwietnia 2007 | CA Tigre – Ferro Carril Oeste 2:0                      |
| 28 kwietnia 2007 | CAI Comodoro Rivadavia – Ben Hur Rafaela 1:0           |
| 28 kwietnia 2007 | CA Huracán – CA Platense 0:2                           |
| 28 kwietnia 2007 | Huracán Tres Arroyos – Talleres Córdoba 1:0            |
| 28 kwietnia 2007 | Villa Mitre Bahía Blanca – Unión Santa Fe 2:0          |
| 29 kwietnia 2007 | San Martín San Juan – Olimpo Bahía Blanca 1:0          |
| 29 kwietnia 2007 | Tiro Federal Rosario – Aldosivi Mar del Plata 0:1      |
| 29 kwietnia 2007 | Almagro Buenos Aires – San Martín Tucumán 4:0          |
| 30 kwietnia 2007 | Atlético Rafaela – Defensa y Justicia Buenos Aires 1:1 |

### Clausura 15
| Data        | Mecz |
| ----------- | --- |
| 3 maja 2007 | Ferro Carril Oeste – CAI Comodoro Rivadavia 0:2                                                          |
| 5 maja 2007 | Unión Santa Fe – San Martín San Juan 1:0                                                                 |
| 5 maja 2007 | Ben Hur Rafaela – Atlético Rafaela 1:0                                                                   |
| 5 maja 2007 | Chacarita Juniors – CA Tigre 0:1 mecz rozegrany został na stronie klubu Almagro                          |
| 5 maja 2007 | Aldosivi Mar del Plata – Instituto Córdoba 2:1                                                           |
| 6 maja 2007 | San Martín Tucumán – Huracán Tres Arroyos 1:0                                                            |
| 6 maja 2007 | CA Platense – Almagro Buenos Aires 0:2                                                                   |
| 6 maja 2007 | Defensa y Justicia Buenos Aires – CA Huracán 0:3 mecz w La Placie                                        |
| 7 maja 2007 | Talleres Córdoba – Villa Mitre Bahía Blanca 5:3 mecz rozegrany został na stadionie klubu Ben Hur Rafaela |
| 7 maja 2007 | Olimpo Bahía Blanca – Tiro Federal Rosario 0:0                                                           |

### Clausura 16
| Data         | Mecz                                                       |
| ------------ | ---------------------------------------------------------- |
| 10 maja 2007 | Almagro Buenos Aires – Defensa y Justicia Buenos Aires 0:1 |
| 12 maja 2007 | CA Tigre – Aldosivi Mar del Plata 2:0                      |
| 12 maja 2007 | Atlético Rafaela – Ferro Carril Oeste 1:0                  |
| 12 maja 2007 | CA Huracán – Ben Hur Rafaela 3:0                           |
| 12 maja 2007 | Unión Santa Fe – Talleres Córdoba 0:0                      |
| 12 maja 2007 | Huracán Tres Arroyos – CA Platense 1:2                     |
| 13 maja 2007 | San Martín San Juan – Tiro Federal Rosario 1:0             |
| 13 maja 2007 | CAI Comodoro Rivadavia – Chacarita Juniors 0:0             |
| 13 maja 2007 | Villa Mitre Bahía Blanca – San Martín Tucumán 1:0          |
| 14 maja 2007 | Instituto Córdoba – Olimpo Bahía Blanca 1:2                |

### Clausura 17
| Data         | Mecz                                                                                       |
| ------------ | ------------------------------------------------------------------------------------------ |
| 17 maja 2007 | Ferro Carril Oeste – CA Huracán 0:0                                                        |
| 19 maja 2007 | San Martín Tucumán – Unión Santa Fe 2:0                                                    |
| 19 maja 2007 | CA Platense – Villa Mitre Bahía Blanca 2:1                                                 |
| 19 maja 2007 | Defensa y Justicia Buenos Aires – Huracán Tres Arroyos 1:0                                 |
| 19 maja 2007 | Ben Hur Rafaela – Almagro Buenos Aires 0:1                                                 |
| 19 maja 2007 | Chacarita Juniors – Atlético Rafaela 3:0 mecz rozegrany został na stadionie klubu Banfield |
| 19 maja 2007 | Aldosivi Mar del Plata – CAI Comodoro Rivadavia 3:1                                        |
| 20 maja 2007 | Talleres Córdoba – San Martín San Juan 1:2                                                 |
| 20 maja 2007 | Tiro Federal Rosario – Instituto Córdoba 1:0                                               |
| 21 maja 2007 | Olimpo Bahía Blanca – CA Tigre 2:3                                                         |

### Clausura 18
| Data            | Mecz |
| --------------- | --- |
| 24 maja 2007    | Unión Santa Fe – CA Platense 0:0                                                                                             |
| 26 maja 2007    | San Martín San Juan – Instituto Córdoba 1:0                                                                                  |
| 26 maja 2007    | CAI Comodoro Rivadavia – Olimpo Bahía Blanca 0:1                                                                             |
| 26 maja 2007    | Atlético Rafaela – Aldosivi Mar del Plata 1:0                                                                                |
| 26 maja 2007    | CA Huracán – Chacarita Juniors 1:0                                                                                           |
| 26 maja 2007    | Huracán Tres Arroyos – Ben Hur Rafaela 3:1                                                                                   |
| 26 maja 2007    | Villa Mitre Bahía Blanca – Defensa y Justicia Buenos Aires 0:1                                                               |
| 26 maja 2007    | Talleres Córdoba – San Martín Tucumán 1:1                                                                                    |
| 28 maja 2007    | CA Tigre – Tiro Federal Rosario 1:0                                                                                          |
| 23 czerwca 2007 | Almagro Buenos Aires – Ferro Carril Oeste 1:3 mecz rozegrany został przy pustych trybunach na stadionie klubu Tristán Suárez |

### Clausura 19
| Data           | Mecz                                                                                           |
| -------------- | ---------------------------------------------------------------------------------------------- |
| 31 maja 2007   | Ferro Carril Oeste – Huracán Tres Arroyos 0:0                                                  |
| 2 czerwca 2007 | San Martín Tucumán – San Martín San Juan 0:2                                                   |
| 2 czerwca 2007 | CA Platense – Talleres Córdoba 2:1                                                             |
| 2 czerwca 2007 | Defensa y Justicia Buenos Aires – Unión Santa Fe 2:0                                           |
| 2 czerwca 2007 | Ben Hur Rafaela – Villa Mitre Bahía Blanca 2:0                                                 |
| 2 czerwca 2007 | Chacarita Juniors – Almagro Buenos Aires 1:2 mecz rozegrany został na stadionie klubu Banfield |
| 2 czerwca 2007 | Aldosivi Mar del Plata – CA Huracán 1:2                                                        |
| 2 czerwca 2007 | Olimpo Bahía Blanca – Atlético Rafaela 2:1                                                     |
| 2 czerwca 2007 | Tiro Federal Rosario – CAI Comodoro Rivadavia 0:0                                              |
| 2 czerwca 2007 | Instituto Córdoba – CA Tigre 1:0                                                               |

### Tabela końcowa turnieju Clausura 2006/07
| Poz | Klub                            | Mecze | Zw | Rem | Por | Pkt | BrZd | BrStr |
| --- | ------------------------------- | ----- | -- | --- | --- | --- | ---- | ----- |
| 1   | Olimpo Bahía Blanca             | 19    | 11 | 5   | 3   | 38  | 29   | 14    |
| 2   | Defensa y Justicia Buenos Aires | 19    | 11 | 5   | 3   | 38  | 28   | 16    |
| 3   | CA Huracán                      | 19    | 10 | 6   | 3   | 36  | 33   | 20    |
| 4   | Atlético Rafaela                | 19    | 10 | 6   | 3   | 36  | 27   | 17    |
| 5   | San Martín San Juan             | 19    | 9  | 8   | 2   | 35  | 26   | 12    |
| 6   | CA Tigre                        | 19    | 8  | 8   | 3   | 32  | 25   | 15    |
| 7   | Almagro Buenos Aires            | 19    | 8  | 6   | 5   | 30  | 26   | 24    |
| 8   | Unión Santa Fe                  | 19    | 7  | 8   | 4   | 29  | 17   | 16    |
| 9   | Chacarita Juniors               | 19    | 8  | 4   | 7   | 28  | 21   | 16    |
| 10  | CA Platense                     | 19    | 7  | 2   | 10  | 23  | 19   | 25    |
| 11  | Instituto Córdoba               | 19    | 7  | 2   | 10  | 23  | 16   | 23    |
| 12  | Ben Hur Rafaela                 | 19    | 7  | 2   | 10  | 23  | 19   | 28    |
| 13  | CAI Comodoro Rivadavia          | 19    | 5  | 7   | 7   | 22  | 17   | 16    |
| 14  | Huracán Tres Arroyos            | 19    | 6  | 4   | 9   | 22  | 19   | 23    |
| 15  | Aldosivi Mar del Plata          | 19    | 6  | 3   | 10  | 21  | 19   | 25    |
| 16  | Tiro Federal Rosario            | 19    | 4  | 8   | 7   | 20  | 12   | 15    |
| 17  | San Martín Tucumán              | 19    | 4  | 7   | 8   | 19  | 17   | 29    |
| 18  | Ferro Carril Oeste              | 19    | 3  | 7   | 9   | 16  | 8    | 18    |
| 19  | Villa Mitre Bahía Blanca        | 19    | 4  | 4   | 11  | 16  | 18   | 30    |
| 20  | Talleres Córdoba                | 19    | 1  | 6   | 12  | 9   | 15   | 29    |

### Klasyfikacja strzelców bramek
| Gole | Piłkarz       | Klub                |
| ---- | ------------- | ------------------- |
| 11   | Ismael Blanco | Olimpo Bahía Blanca |

## Mistrz drugiej ligi
O mistrzostwo drugiej ligi argentyńskiej zmierzyć się mieli zwycięzca turnieju Apertura ze zwycięzcą turnieju Clausura. Mistrzem drugiej ligi argentyńskiej w sezonie 2006/07 został klub Olimpo Bahía Blanca, gdyż wygrał zarówno w turnieju Apertura, jak i w Clausura. Jako mistrz drugiej ligi uzyskał automatycznie awans do pierwszej ligi argentyńskiej (Primera división argentina).

## Tabela sumaryczna II ligi argentyńskiej 2006/07
| Poz | Klub                            | Mecze | Zw | Rem | Por | Pkt | BrZd | BrStr |
| --- | ------------------------------- | ----- | -- | --- | --- | --- | ---- | ----- |
| 1   | Olimpo Bahía Blanca             | 38    | 23 | 9   | 6   | 78  | 65   | 31    |
| 2   | San Martín San Juan             | 38    | 18 | 15  | 5   | 69  | 51   | 30    |
| 3   | CA Huracán                      | 38    | 19 | 12  | 7   | 69  | 62   | 46    |
| 4   | Atlético Rafaela                | 38    | 19 | 11  | 8   | 68  | 51   | 31    |
| 5   | CA Tigre                        | 38    | 18 | 13  | 7   | 67  | 48   | 32    |
| 6   | Chacarita Juniors               | 38    | 16 | 13  | 9   | 61  | 43   | 30    |
| 7   | CA Platense                     | 38    | 18 | 7   | 13  | 61  | 50   | 39    |
| 8   | Unión Santa Fe                  | 38    | 15 | 12  | 11  | 57  | 45   | 33    |
| 9   | Defensa y Justicia Buenos Aires | 38    | 15 | 12  | 11  | 57  | 39   | 35    |
| 10  | Almagro Buenos Aires            | 37    | 12 | 13  | 12  | 49  | 43   | 52    |
| 11  | CAI Comodoro Rivadavia          | 38    | 11 | 12  | 15  | 45  | 43   | 43    |
| 12  | Aldosivi Mar del Plata          | 38    | 12 | 9   | 17  | 45  | 44   | 57    |
| 13  | San Martín Tucumán              | 38    | 10 | 14  | 14  | 44  | 38   | 49    |
| 14  | Instituto Córdoba               | 38    | 12 | 7   | 19  | 43  | 38   | 52    |
| 15  | Tiro Federal Rosario            | 38    | 8  | 15  | 15  | 39  | 35   | 43    |
| 16  | Huracán Tres Arroyos            | 38    | 9  | 11  | 18  | 38  | 36   | 56    |
| 17  | Ferro Carril Oeste              | 37    | 8  | 12  | 17  | 36  | 24   | 40    |
| 18  | Ben Hur Rafaela                 | 38    | 10 | 6   | 22  | 36  | 41   | 62    |
| 19  | Villa Mitre Bahía Blanca        | 38    | 7  | 12  | 19  | 33  | 40   | 57    |
| 20  | Talleres Córdoba                | 38    | 5  | 13  | 20  | 26* | 34   | 52    |

- Talleres Córdoba – odjęte 2 punkty

Wobec równej liczby punktów w tabeli sumarycznej konieczne było rozegranie meczu barażowego o wicemistrzostwo II ligi argentyńskiej, gwarantujące automatyczny awans do pierwszej ligi argentyńskiej (Primera división argentina).
| Data            | Mecz                                 |
| --------------- | ------------------------------------ |
| 9 czerwca 2007  | CA Huracán – San Martín San Juan 1:0 |
| 16 czerwca 2007 | San Martín San Juan – CA Huracán 3:1 |

Wicemistrzem II ligi argentyńskiej został klub San Martín San Juan, który tym samym awansował do pierwszej ligi argentyńskiej.
Klub CA Huracán, jako trzeci klub II ligi, zachował jeszcze szansę awansu w meczu barażowym z drużyną pierwszoligową (trzecią od końca w pierwszoligowej tabeli spadkowej).

## Torneo Reducido

### 1/2 finału
| Data           | Mecz |
| -------------- | --- |
| 6 czerwca 2007 | CA Platense – Atlético Rafaela 1:0 |
| 6 czerwca 2007 | Chacarita Juniors – CA Tigre 3:2 mecz rozegrany został na stadionie klubu Lanús Buenos Aires kibice drużyny przyjezdnej mieli zakaz wstępu na stadion |
| 9 czerwca 2007 | Atlético Rafaela – CA Platense 2:2 |
| 9 czerwca 2007 | CA Tigre – Chacarita Juniors 1:0 kibice drużyny przyjezdnej mieli zakaz wstępu na stadion                                                             |

### Finał
| Data            | Mecz                                                                                |
| --------------- | ----------------------------------------------------------------------------------- |
| 13 czerwca 2007 | CA Platense – CA Tigre 0:0 kibice drużyny przyjezdnej mieli zakaz wstępu na stadion |
| 16 czerwca 2007 | CA Tigre – CA Platense 2:0 kibice drużyny przyjezdnej mieli zakaz wstępu na stadion |

Zwycięzca Torneo Reducido, klub CA Tigre, jako drugi obok klubu CA Huracán uzyskał prawo gry w barażu o awans do pierwszej ligi z zespołem pierwszoligowym (czwartym od końca klubem w pierwszoligowej tabeli spadkowej).

## Mecze barażowe o awans do I ligi
| Data            | Mecz                                                                                    |
| --------------- | --------------------------------------------------------------------------------------- |
| 20 czerwca 2007 | CA Huracán – Godoy Cruz Antonio Tomba 2:0                                               |
| 21 czerwca 2007 | CA Tigre – Nueva Chicago Buenos Aires 1:0                                               |
| 24 czerwca 2007 | Godoy Cruz Antonio Tomba – CA Huracán 2:3                                               |
| 25 czerwca 2007 | Nueva Chicago Buenos Aires – CA Tigre 1:2 mecz przerwany w 94 minucie - wynik zachowano |

Do I ligi awansowały kluby CA Huracán i CA Tigre. Na ich miejsce do II ligi spadły Nueva Chicago Buenos Aires i Godoy Cruz Antonio Tomba.

## Tabela spadkowa
O tym, które kluby drugoligowe spadną do III ligi decydował dorobek punktowy w przeliczeniu na jeden rozegrany mecz uzyskany przez kluby w ostatnich trzech sezonach.
| Poz | Klub                            | 2004/05 pkt/m | 2005/06 pkt/m | 2006/07 pkt/m | Razem pkt/mecze | Średnia |
| --- | ------------------------------- | ------------- | ------------- | ------------- | --------------- | ------- |
| 1   | Olimpo Bahía Blanca             | 0/0           | 0/0           | 78/38         | 78/38           | 2.053   |
| 2   | CA Huracán                      | 61/38         | 56/38         | 69/38         | 186/114         | 1.632   |
| 3   | CA Tigre                        | 0/0           | 55/38         | 67/38         | 122/76          | 1.605   |
| 4   | CA Platense                     | 0/0           | 0/0           | 61/38         | 61/38           | 1.605   |
| 5   | Atlético Rafaela                | 58/38         | 53/38         | 68/38         | 179/114         | 1.570   |
| 6   | San Martín San Juan             | 52/38         | 55/38         | 69/38         | 176/114         | 1.544   |
| 7   | Chacarita Juniors               | 45/38         | 60/38         | 61/38         | 166/114         | 1.456   |
| 8   | Unión Santa Fe                  | 51/38         | 46/38         | 57/38         | 154/114         | 1.351   |
| 9   | Tiro Federal Rosario            | 63/38         | 0/0           | 39/38         | 102/76          | 1.342   |
| 10  | Almagro Buenos Aires            | 0/0           | 52/38         | 49/38         | 101/76          | 1.329   |
| 11  | CAI Comodoro Rivadavia          | 61/38         | 44/38         | 45/38         | 150/114         | 1.316   |
| 12  | Defensa y Justicia Buenos Aires | 40/38         | 51/38         | 57/38         | 148/114         | 1.298   |
| 13  | Aldosivi Mar del Plata          | 0/0           | 48/38         | 45/38         | 93/76           | 1.224   |
| 14  | Ferro Carril Oeste              | 52/38         | 43/38         | 39/38         | 134/114         | 1.175   |
| 15  | San Martín Tucumán              | 0/0           | 0/0           | 44/38         | 44/38           | 1.158   |
| 16  | Talleres Córdoba                | 49/38         | 55/38         | 26/38         | 130/114         | 1.140   |
| 17  | Instituto Córdoba               | 0/0           | 0/0           | 43/38         | 43/38           | 1.132   |
| 18  | Ben Hur Rafaela                 | 0/0           | 50/38         | 36/38         | 86/76           | 1.132   |
| 19  | Huracán Tres Arroyos            | 0/0           | 39/38         | 38/38         | 77/76           | 1.013   |
| 20  | Villa Mitre Bahía Blanca        | 0/0           | 0/0           | 33/38         | 33/38           | 0.868   |

Do trzeciej ligi spadły bezpośrednio dwa ostatnie w tabeli kluby. Ponadto w barażach o utrzymanie się w II lidze wystąpiły dwa kluby - najsłabszy klub spośród klubów prowincjonalnych (Interior) oraz najsłabszy spośród klubów stołecznych (Metropolitano).
Bezpośrednio do drugiej ligi awansowali mistrzowie III ligi - mistrz III ligi stołecznej (Primera C Metropolitana) Almirante Brown Buenos Aires oraz mistrz III ligi prowincjonalnej (Torneo Argentino A) Independiente Rivadavia Mendoza.
Ponieważ kluby na miejscu 17 i 18 miały identyczną średnią liczbę punktów na mecz, konieczne było rozegranie barażu, który by rozstrzygnął, który z tych klubów zajmie pozycję 18, oznaczającą ostatnie miejsce wśród klubów prowincjonalnych, a stąd koneczność gry w barażu o utrzymanie się w drugiej lidze
| Data           | Mecz |
| -------------- | --- |
| 5 czerwca 2007 | Ben Hur Rafaela – Instituto Córdoba 0:0, karne 3:4 mecz rozegrany został na stadionie klubu Newell’s Old Boys Rosario |

Klub Ben Hur Rafaela zajął 18 miejsce w tabeli spadkowej i musiał rozegrać mecz barażowy o utrzymanie się w II lidze.

### Baraże o utrzymanie się w II lidze
| Data          | Mecz                                                |
| ------------- | --------------------------------------------------- |
| 7 lipca 2007  | Estudiantes Buenos Aires – Ferro Carril Oeste 0:0   |
| 9 lipca 2007  | Guillermo Brown Puerto Madryn – Ben Hur Rafaela 0:1 |
| 11 lipca 2007 | Ferro Carril Oeste – Estudiantes Buenos Aires 1:1   |
| 13 lipca 2007 | Ben Hur Rafaela – Guillermo Brown Puerto Madryn 3:0 |

Pomimo równego bilansu dwumeczu Ferro Carril Oeste utrzymał się w II lidze z powodu lepszego bilansu uzyskanego w sezonie (każde miejsce w II lidze jest lepsze od najlepszej pozycji w III lidze - dlatego, by w barażu drużyna z niższej ligi mogła awansować, musiała wykazać swą wyższość). W drugim przypadku Ben Hur Rafaela bezdyskusyjnie obronił swój drugoligowy byt.